# Frakcja (geologia)
Frakcja, frakcja granulometryczna – populacja ziaren (cząstek) o określonej wielkości (średnicy zastępczej) występująca w osadzie lub skale osadowej (gruncie).
W geologii podstawowej i geologii dynamicznej wyróżnia się najczęściej następujące frakcje:
- pelitowa (iłowa): ziarna o średnicy poniżej 0,01 mm
- aleurytowa (mułowa): 0,01–0,1 mm
- psamitowa (piaskowa): 0,1–2 mm
- psefitowa:
  - żwirowa: 2–40 mm
  - kamienista (kamienie, otoczaki): 40–200 mm
  - głazowa (głazy, bloki): fragmenty skalne o średnicy powyżej 200 mm

Niekiedy frakcje iłową i mułową określa się wspólnym mianem frakcji pelitowej.
W różnych działach geologii można znaleźć również nieco inne podziały frakcji. W szczególności w geologii inżynierskiej są one zbliżone do podziału frakcji w budownictwie. Należy tu zwrócić uwagę, że tak jak powyżej granicami frakcji są kolejno 0,01 mm, 0,1 mm, 2 mm, 40mm (oraz 200 mm), tak w gruntoznawstwie i geotechnice polskiej (budownictwie) stosowało się dotychczas odpowiednio granice 0,002 mm, 0,05 mm, 2mm, 40mm (wg  norm budowlanych PN-B-02480:1986 oraz PN-B-02481:1998). Natomiast od początku XXI w. wchodzi stopniowo do użycia również w Polsce i w prawie polskim norma europejska PN-EN ISO 14688 - Badania geotechniczne. Oznaczenia i klasyfikacja gruntów oparta na Eurokodzie 7, w której granicami są odpowiednio 0,002 mm, 0,063 mm, 2 mm, 63 mm (oraz 200 mm i 630 mm). Jak widać, zbieżność występuje tu wyłącznie na granicy frakcji piaskowej i żwirowej tj. średnicy 2 mm, natomiast pozostałe granice należy stosować rozważnie, odpowiednio do kontekstu.